# Geghark'unik' (vattendrag i Armenien)
Geghark'unik' är ett vattendrag i Armenien. Det ligger i den centrala delen av landet, 50 kilometer öster om huvudstaden Jerevan.
Trakten runt Geghark'unik' består till största delen av jordbruksmark. Runt Geghark'unik' är det ganska tätbefolkat, med 72 invånare per kvadratkilometer.